# Égyptienne
Égyptienne is een schreeflettertype behorend tot de classificatie egyptienne, waarbij de schreven niet gehoekt of scherp zijn, en even zwaar zijn als de horizontale stokken van de letters.
Égyptienne werd ontworpen in 1956 door Adrian Frutiger voor lettergieterij Deberny & Peignot en was de eerste van zijn soort die geschikt was voor fotocompositieprocessen (zie Lumitype).
De x-hoogte is hoog, en sommige onderkastkarakters, met name de 'a' en 'e' vertonen gelijkenis met andere lettertypes van Frutiger, zoals de Méridien en Serifa. Égyptienne heeft zijn invloeden van het lettertype Clarendon.

## Toepassingen
Omdat de schreven niet gehoekt of scherp zijn en even zwaar zijn als de horizontale stokken van de letters wordt dit lettertype vaak gebruikt voor het maken van chocoladeletters. De chocoladeletters hebben hierdoor minder kans op breken.